# Annemarie Goldschmidt
Annemarie Goldschmidt (* 31. Januar 1922 in München; † 9. August 1942 im KZ Auschwitz) war eine deutsche römisch-katholische Märtyrerin jüdischer Herkunft.

## Leben
Annemarie Goldschmidt wuchs zusammen mit ihrer jüngeren Schwester Elfriede (* 4. August 1923) in München auf, wo sie ab 1935 die Maria-Ward-Schule in Nymphenburg besuchte. Sie gehörte zum Heliand-Bund in Neuhausen. Anfang 1939 verschickten die Eltern beide Kinder wegen ihrer jüdischen Herkunft in die Niederlande. Sie waren zuerst in Quarantäne in Rotterdam, dann im Kloster in Eersel und ab Ende 1939 in einem Internat der Missionsschwestern vom Kostbaren Blut in Koningsbosch. 
Am 2. August 1942 wurden sie von der Gestapo abgeholt und über das Durchgangslager Amersfoort in das Lager Westerbork gebracht, wo sie mit Edith und Rosa Stein zusammen waren, wie aus einem Brief der Schwestern vom 5. August und einem Brief von Edith Stein vom 4. August hervorgeht. Am 7. August gingen sie zusammen mit 900 Männern, Frauen und Kindern zu Fuß die 4 km nach Hooghalen und wurden von dort in das Vernichtungslager KZ Auschwitz-Birkenau deportiert. Der Sterbetag ist ungewiss. Allgemein wird der 9. August 1942 angegeben. Die niederländische Dokumentation Duitse Oorlogskinderen In Nederland (DOKIN) verzeichnet den 30. September 1942.
Die Schwestern waren römisch-katholisch getauft. Annemarie Goldschmidt schrieb am 23. April 1939: „Wenn die anderen oft trostlos waren, da kam mir erst zu Bewusstsein, was für einen Trost wir in unserer Religion finden können.“

## Gedenken

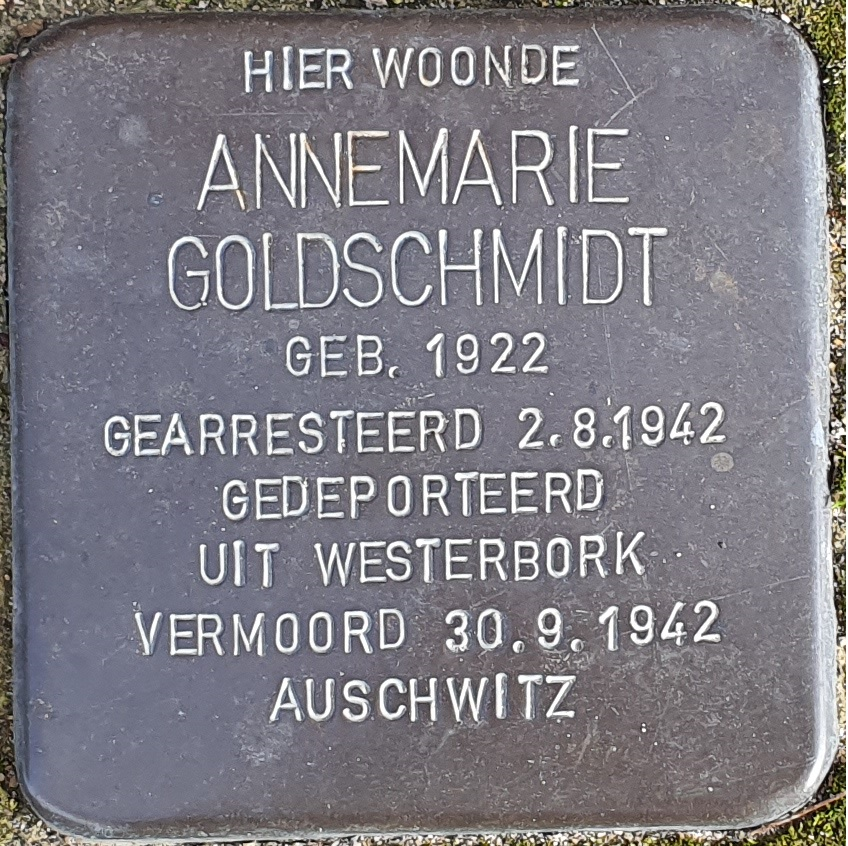
Stolperstein für Annemarie Goldschmidt in Koningsbosch (Echt-Susteren), Niederlande

Die deutsche Römisch-katholische Kirche hat Annemarie und Elfriede Goldschmidt als Märtyrer aus der Zeit des Nationalsozialismus in das deutsche Martyrologium des 20. Jahrhunderts aufgenommen.